# Maurizio Gervasoni

Bischofswappen von Maurizio Gervasoni

Maurizio Gervasoni (* 20. Dezember 1953 in Sarnico, Provinz Bergamo, Italien) ist ein italienischer Geistlicher und römisch-katholischer Bischof von Vigevano.

## Leben
Maurizio Gervasoni empfing am 11. Juni 1977 die Priesterweihe für das Bistum Bergamo. 1982 wurde er zum Doctor theologiae promoviert. Nach Tätigkeiten unter anderem als Dozent wurde er 1993 Präsident des diözesanen Caritasverbandes. Papst Johannes Paul II. verlieh ihm 1999 den Titel Ehrenprälat Seiner Heiligkeit. 2010 wurde Gervasoni Professor für Religionsgeschichte an der Universität Bergamo.
Papst Franziskus ernannte ihn am 20. Juli 2013 zum Bischof von Vigevano. Der emeritierte Erzbischof von Mailand, Dionigi Kardinal Tettamanzi, der während der Sedisvakanz das Bistum Vigevano als Apostolischer Administrator leitete, spendete ihm am 28. September desselben Jahres die Bischofsweihe. Mitkonsekratoren waren der Bischof von Bergamo, Francesco Beschi, und der emeritierte Weihbischof in Bergamo, Lino Bortolo Belotti. Die Amtseinführung im Bistum Vigevano folgte am 5. Oktober 2013. In der Italienischen Bischofskonferenz ist Gervasoni Mitglied der Kommission für Familie.